# Jhatka
Jhatka (von Sanskrit jhatiti, d. h. sofort) bezeichnet eine Form der Schlachtung von Tieren, die bei den Sikhs und Hindus üblich ist. Traditionell wird dabei der Kopf des Schlachttiers durch einen einzigen Schlag mit einem Schwert oder einer Axt vom Körper abgetrennt. Dies soll das Leiden des Tiers minimieren. Obwohl Jhatka eine religiöse Speisevorschrift der Sikhs ist, wird die Schlachtung selbst ohne religiöses Ritual durchgeführt. Viele Sikhs sind Vegetarier, aber wenn sie Fleisch essen, muss dieses Jhatka-geschlachtet sein. Das Schächten von Tieren gilt den Sikhs als Kutha, entsprechendes Fleisch darf nicht verzehrt werden. Guru Gobind Singh formulierte Regeln des Jhatka.
Die Jhatka-Schlachtung geht so vor sich, dass das Tier zwischen zwei Pfählen angebunden wird und der Metzger ihm mit einem einzigen Hieb mit einer schweren, scharfen Klinge den Kopf vom Rumpf dorsal (hinten) am Hals abschlägt Jhatka-Fleisch wird in Indien von vielen Metzgern und Verkäufern angeboten; außerhalb Indiens ist es kaum erhältlich. Tötung durch einen Bolzenschuss, wie in europäischen Schlachthäusern üblich, gilt allerdings ebenfalls als Jhatka.